# مارك كيمب
مارك كيمب (بالإنجليزية: Mark Kemp)‏ هو صحفي أمريكي، ولد في 10 أبريل 1960 في آشبورو في الولايات المتحدة.